# Doncic與AD交易案

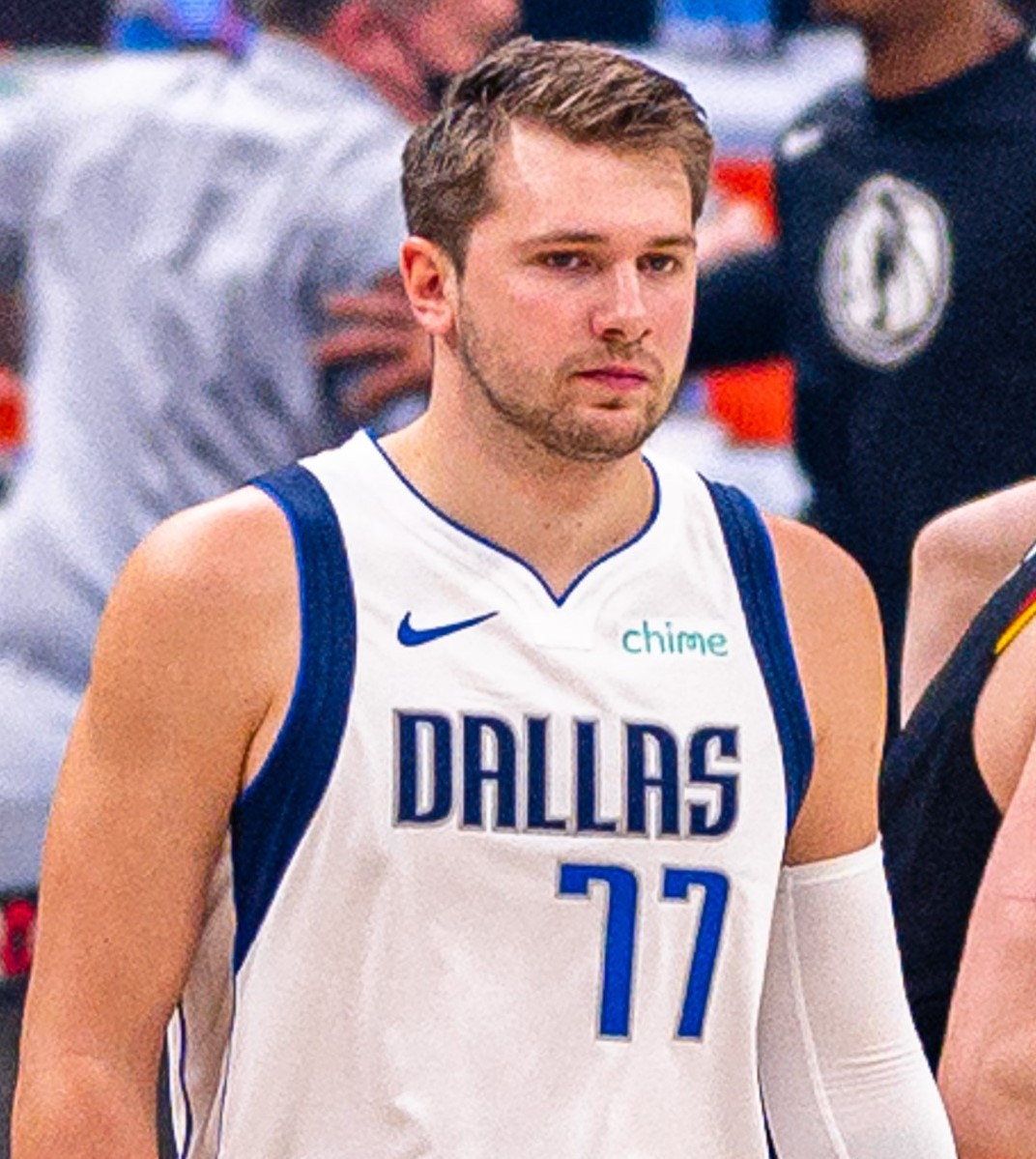
盧卡·唐西奇

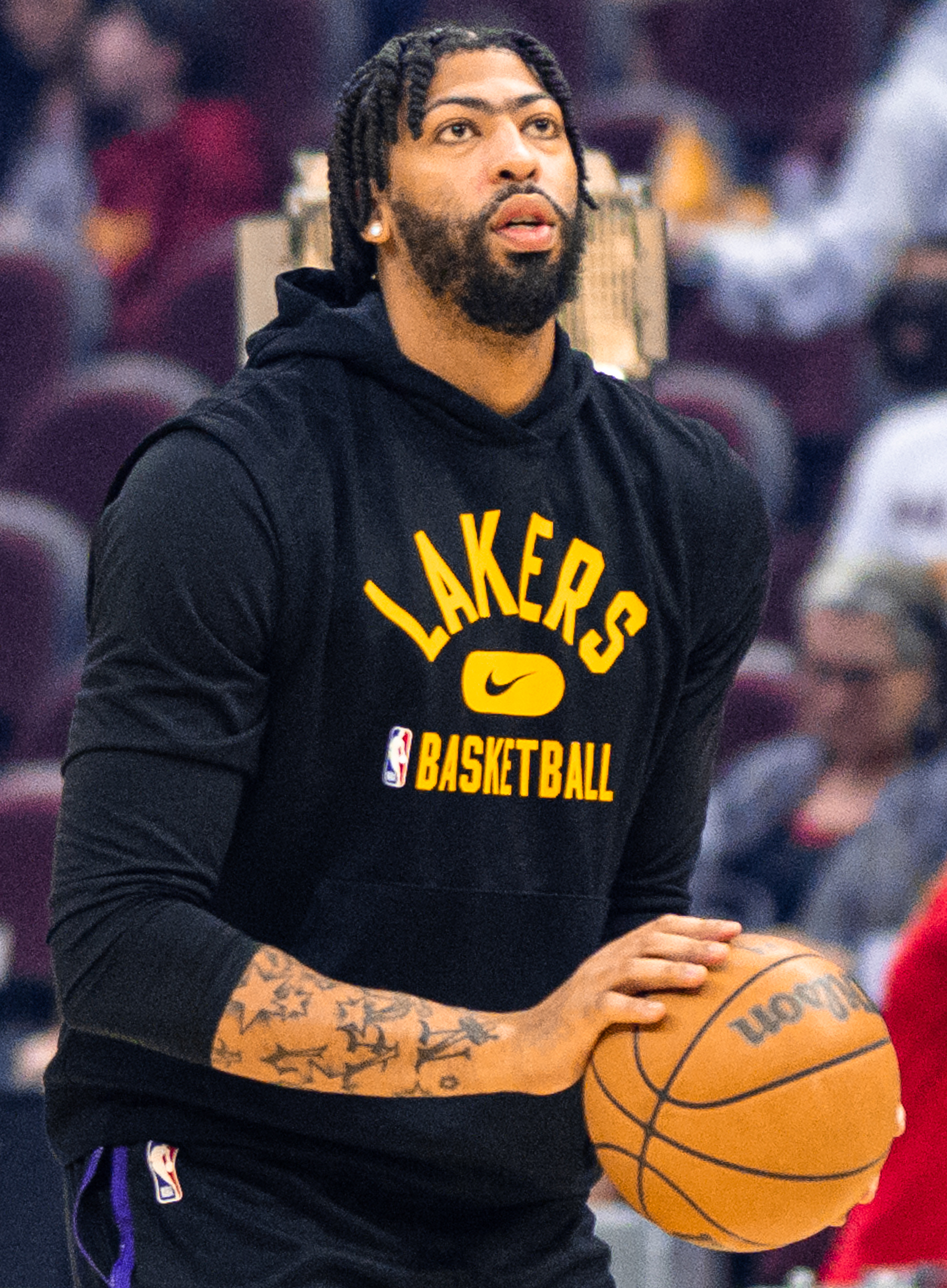
安東尼·戴維斯

Luka Dončić與Anthony Davis交易案是指NBA球隊達拉斯獨行俠與洛杉矶湖人於2025年2月1日的一次球員交易。獨行俠的球隊總管尼科·哈里森於季中策劃此起交易案，決定將主力球星盧卡·唐西奇，以及马基夫·莫里斯、马克西米利安·克勒贝尔三位球員，與湖人球星安東尼·戴維斯、球員馬克斯·克里斯蒂，以及2029年的首輪選秀權做交換。這筆交易被視作獨行俠隊史乃至聯盟史上最令人震驚的交易案之一，為空前有兩位NBA重磅明星球員於賽季中遭到相互交易。
本次的交易案受到所有體育論壇甚至各界媒體的高度關注。唐西奇作為球隊門面，且於上個賽季帶領獨行俠進入總冠軍賽，決議進行交易的獨行俠球隊管理階層受到大量達拉斯球迷的不滿與批評。為此，獨行俠GM哈里森與總教練贾森·基德召開記者會，向外界闡明：「我們認為防守才能獲得總冠軍，且我們正在吸收聯盟內攻守最優秀的球員之一。」

## 交易背景
最初由體育記者沙姆斯·查拉尼亚於X上披露，聲稱達拉斯獨行俠將會把盧卡·唐西奇、馬克西米利安·克萊柏及馬基夫·莫里斯三名球員交易至洛杉磯湖人，以換取安東尼·戴維斯、馬克斯·克里斯蒂及湖人隊2029年的首輪選秀權，其中交易對象亦包括犹他爵士。不久後其又發布新貼文，稱此消息為真，爵士隊將獲得湖人球員傑倫·胡德-希菲諾及洛杉矶快船、獨行俠隊2025年的第二輪選秀權。

## 各界反應
- 現役鳳凰城太陽隊球星凯文·杜兰特於得知交易案後表示：「太瘋狂了。我永遠都沒想過盧卡·唐西奇會被交易，而且是在他這個年紀，甚至是季中。」「NBA是個瘋狂的地方......如果他（唐西奇）都能被交易，那麼誰都有可能被搶走。」[6]
- 根據ESPN於2月1日的報導，戴維斯的球星隊友勒布朗·詹姆斯表示「完全不知情交易正在進行」，而其後在隔日於社群平台Instagram發布限時動態，表達對戴維斯的鼓舞與祝福。[7]
- 《Fox Sports》將此交易案評為體育史上最令人震驚交易第一名[8][9]。